# ذات الكرسي (كوكبة)
ذات الكرسي (بالإنجليزية: The Queen)‏؛ وباللاتينية: Cassiopeia.

الصورة تمثل المجموعة النجمية: ذات الكرسي ، وهي في شكل W.

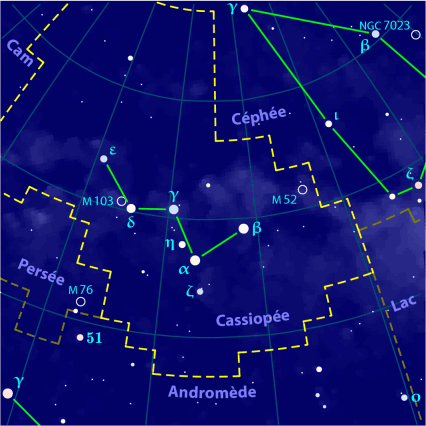
الركبة هي (ألفا).

وهو من أبراج النصف الشمالي للكرة الأرضية. ويظهر طوال العام ولفترات طويلة.
ويعرف باسم Celestial W عندما يكون تحت القطب و Celestia M عندما يكون فوقه.
من المجرات النجمية الموجودة في برج ذات الكرسي: NGC 147, NGC 185.
ومن التجمعات النجمية:M 52 ،M 103 ،NGC 146، NGC 654.
ومن أهم النجوم الموجودة في برج ذات الكرسي وتشكل حرف W هي من الشرق إلى الغرب: 
- إيتا ذات الكرسي ظهر الناقة (نجم)
- ودلتا ذات الكرسي الركبة (نجم)
- وجاما ذات الكرسي ساق ذات الكرسي
- ألفا ذات الكرسي صدر ذات الكرسي،
- وبيتا ذات الكرسي الكف الخصيب.

## أجرام مسييه
توجد في كوكبة ذات الكرسي عدة أجرام من فهرس مسييه من ضمنها مسييه 52 ومسييه 103. وكل من الأجرام عبارة عن تجمع نجمي مفتوح وتتميز بقدر ظاهري 7 ويمكن رؤياهما بواسطة نظارة مقربة بسيطة .

## وصف لكوكبة ذات الكرسي
وهي صورة امرأة تجلس على كرسي له قائمة كقائمة المنبر، وعليه مسند قد أدلت رجليها، وهي في نفس المجرة خلف الكواكب التي على رأس الملتهب، وكواكبها ثلاثة عشر كوكباً.
والأول منها على الرأس خارج المجرّة مماس لحرفها الجنوبي؛ والثاني يتلو الأول على صدرها في نفس المجرّة، بينه وبين الأول أرجح من ذراع؛ والثالث يتلو الثاني على موضع المنطقة (الخصر) أميل إلى الشمال قليلاً على الثلث الجنوبي من المجرة، بينه وبين الثاني أقل من ذراع.
والرابع يتلو الثالث ويميل عنه إلى الشمال، وهو على الثلث الشمالي من المجرّة على الفخذ، بينه وبين الثالث ذراع ونصف في رأي العين، وهذه الأربعة كأنها على استقامة؛ ثم تنعطف إلى الكوكب الخامس في وسط المجرة إلى ناحية الجنوب على الركبتين بينه وبين الرابع نحو ذراعين؛ ثم ينعطف نحو المشرق إلى الكوكب السادس على الساق، وهو في الطرف الشمالي من المجرّة خلف الخامس، وبينهما من البعد نحو ثلاثة أذرع في رأي العين.
والسابع على طرف الرجل، خلف السادس ويبعد عنه ثلاث أذرع، وهو خارج المجرّة، وهو مع السادس والخامس على استقامة؛ والثامن على العضد اليسرى في الطرف الجنوبي من المجرّة يميل إلى الجنوب عن الثاني والثالث قدر ذراعين وأرجح؛ والتاسع يتلو الثامن في الربع الجنوبي من المجرة، فيما بين الخامس والثامن على المرفق الأيسر، بينه وبين الذي على الركبة نحو ذراع؛ وهذه الأربعة، أعني الثامن والتاسع والخامس والسادس على استقامة فيها تقويس قليل، وقد قطعت المجرة عرضاً.
والسادس منها في الطرف الشمالي من المجرة، والثامن في الطرف الجنوبي من المجرة؛ والعاشر على الساعد الأيمن وهو كوكب صغير، السادس في الربع الجنوبي من المجرة متقدّم لجميع كوكبة الصورة، بينه وبين الذي على الرأس نحو قامة الإنسان؛ والحادي عشر على أصل قائمة الكرسي في الطرف الشمالي من المجرة، يميل إلى الرابع الذي على الفخذ إلى الشمال مقدار ذراعين؛ والثاني عشر فيما بين العاشر والحادي عشر على وسط المسند في وسط المجرة ، وهذه الثلاثة على خط شبيه بالمستقيم، مائلة عن الأربعة التي على الرأس والبدن إلى ناحية الشمال.
والثالث عشر كوكب صغير بين العاشر الخفي الذي على الساعد الأيمن وبين النير الذي على وسط المسند، يميل عنها إلى الشمال قليلاً على طرف المسند، وهو إلى العاشر الخفي أقرب، بينهما أقل من ذراع.
والعرب تسمّي النيرة من هذه الكواكب الكف الخضيب، وهي كفّ الثريا اليمنى المبسوطة، وذلك أنَّه يمتدُّ من عند الثريا سطر من كواكب فيه تقويس، فيمرّ على أكثر كواكب ممسك رأس الغول، ويتصل بهذه الكواكب النيرة، فشبَّهت العرب السطر بيد ممدودة للثريا، وشبّهت هذه الكواكب النيرة بأنامل مخضوبة؛ وأحد النيرة، وهو الثاني عشر الذي وسط المسند، وهو الذي يرسم على الاسطرلاب، ويسمّى الكف الخضيب، ويسمّى أيضاً سنام الناقة، لأنه يتقدّم هذه الكواكب ثلاثة كواكب على اليد اليمنى من صورة المرأة المسلسلة التي تسمّى أندروميدا.
وعند الشمالي من الثلاثة كوكب قد صار مع الثلاثة شبيهة برأس ناقة، ويتَّصل هذا الكوكب، بالكوكب النير الذي على وسط المسند، بسطر من كواكب خفية يبتدئ من عند السنام فيهبط إلى وسط العنق، ثم يرتفع ارتفاع العنق حتى يتصل بالرأس، أشبه شيء بعنق النجيبة الضامرة الدقيقة العنق الصغيرة الرأس؛ والأول من كوكبة ذات الكرسي، والذي هو على الرأس، على منشأ عنق الناقة، والثلاثة التي على بدنها المتّصلة برأسها على ظهر الناقة وأصل سنامها.
والثاني عشر الذي في وسط المسند على طرف سنامها، والسادس الذي على ساق ذات الكرسي على كفلها وأصل ذنبها، وتحت هذا السادس والخامس الذي على الركبة منها لطخة سحابية على يد ممسك رأس الغول، وهي موضع السمة على فخذها، وكوكبان من الرجل اليمنى من المسلسلة على يدها، فهي أشبه شيء بالناقة، ولم يذكر بطليموس شيئاً من التي على العنق ولا الذي قد صار مع الثلاثة التي على يد أندروميدا شبيهة برأس الناقة، وكذلك في ناحية الشمال عن السابع، الذي على طرف رجل ذات الكرسي بمقدار ذراعين ونصف، كوكبان متقاربان بينهما في رأي العين أقلُّ من ذراع، وإلى ناحية الجنوب منها كوكب يبعد عن الجنوبي بينهما مقدار ذراع، وهذه الثلاثة على استقامة، وخلف هذه الثلاثة كواكب كثيرة لم يذكر بطليموس شيئاً منها .